# بلاسكوسانتشو
بلدية بلاسكوسانتشو (بالإسبانية: Blascosancho) هي بلدية تقع في مقاطعة آبلة التابعة لمنطقة قشتالة وليون وسط إسبانيا.

## الديموغرافيا
يبلغ عدد سكان بلدية بلاسكوسانتشو 105 نسمة عام 2011 (وفقاً للمعهد الوطني للإحصاء الإسباني).
| 163 | 149 | 155 | 133 | 121 | 133 | 105 |